# Kreissparkasse Esslingen-Nürtingen
Die Kreissparkasse Esslingen-Nürtingen ist eine öffentlich-rechtliche Sparkasse mit Sitz in Esslingen am Neckar in Baden-Württemberg. Ihr Geschäftsgebiet ist der Landkreis Esslingen.

## Organisationsstruktur
Die Kreissparkasse Esslingen-Nürtingen ist eine Anstalt des öffentlichen Rechts. Rechtsgrundlagen sind das Sparkassengesetz für Baden-Württemberg und die durch den Verwaltungsrat der Kreissparkasse erlassene Satzung. Organe der Kreissparkasse sind der Vorstand und der Verwaltungsrat.

## Geschäftsausrichtung und Geschäftserfolg
Die Kreissparkasse Esslingen-Nürtingen betreibt als Sparkasse das Universalbankgeschäft. Sie ist Marktführer in ihrem Geschäftsgebiet. Die Kreissparkasse Esslingen-Nürtingen wies im Geschäftsjahr 2023 eine Bilanzsumme von 12,539 Mrd. Euro aus und verfügte über Kundeneinlagen von 9,04 Mrd. Euro. Gemäß der Sparkassenrangliste 2023 liegt sie nach Bilanzsumme auf Rang 19. Sie unterhält 93 Filialen/Selbstbedienungsstandorte und beschäftigt 1.386 Mitarbeiter.
Im Verbundgeschäft arbeitet die Kreissparkasse mit der Landesbausparkasse Baden-Württemberg, der Deutschen Leasing, der DekaBank und der SV SparkassenVersicherung zusammen.

## Geschichte
Die heutige Kreissparkasse Esslingen-Nürtingen ist im Wesentlichen ein Zusammenschluss dreier Sparkassen, die alle ihren Sitz im heutigen Landkreis Esslingen hatten. Diese waren die drei Oberamtssparkassen Nürtingen (gegründet 1848), Esslingen (gegründet 1849) und Kirchheim (gegründet 1854). 1938 kam der Zusammenschluss der Sparkassen Nürtingen und Kirchheim, da der Kreis Nürtingen entstand. Am 1. Januar 1974 folgte die Fusion der Kreissparkassen Esslingen und Nürtingen aufgrund des Zusammenschlusses der beiden Landkreise zur Kreissparkasse Esslingen-Nürtingen.